# Војка Ћордић Чавајда
Војка Ћордић-Чавајда (Београд, 26. април 1962 — Београд, 27. мај 2005) била је српска глумица.

## Биографија
Војка је дипломирала глуму на Факултету драмских уметности у Београду. Прву професионалну улогу одиграла је у телевизијској драми „Тераса“ а прву филмску улогу остварила је 1984. године у филму „Мољац“. Велику популарност стекла је тумачећи лик Заге у тв ситкому „Доме, слатки доме“. Средином деведесетих година направила је већу професионалну паузу, а 2003. године одиграла је своју последњу улогу у серији „Неки нови клинци“.
Преминула је 27. маја 2005. године у 43. години живота, у Београду од карцинома.

## Филмографија
|                   | 1980 | 1990 | 2000 | Укупно |
| ----------------- | ---- | ---- | ---- | ------ |
| Дугометражни филм | 5    | 4    | 0    | 9      |
| ТВ филм           | 4    | 2    | 2    | 8      |
| ТВ серија         | 2    | 2    | 1    | 5      |
| ТВ мини серија    | 1    | 0    | 0    | 1      |
| Укупно            | 10   | 9    | 3    | 23     |

| Год.     | Назив                             | Улога                       |
| -------- | --------------------------------- | --------------------------- |
| 1980.-те |                                   |                             |
| 1983.    | Тераса                            | Вера                        |
| 1984.    | Мољац                             | Гоца                        |
| 1984.    | Не тако давно                     |                             |
| 1985.    | Није лако са мушкарцима           | болничарка                  |
| 1985.    | Шест дана јуна                    |                             |
| 1986.    | Ловац против топа                 | Шверцерка                   |
| 1986.    | Родољупци                         | Милчика, ћерка              |
| 1987.    | Шумановић — комедија уметника     | девојка                     |
| 1987.    | Бригада неприлагођених            | пријатељица ноћи            |
| 1987.    | Соба 405                          | Љубина мајка                |
| 1989.    | Доме, слатки доме                 | Зага                        |
| 1990.-те |                                   |                             |
| 1990.    | Чудна ноћ                         |                             |
| 1990.    | Секс — партијски непријатељ бр. 1 | Бранка (као Војка Чавајда)  |
| 1990.    | Ваљевска болница ТВ филм          | Петрана (као Војка Чавајда) |
| 1991.    | Брод плови за Шангај ТВ филм      | /                           |
| 1992.    | Велика фрка                       | /                           |
| 1992.    | Ми нисмо анђели                   | Вишња (као Војка Чавајда)   |
| 1996.    | Мали кућни графити (серија)       | Даца Маца                   |
| 1996.    | Горе доле ТВ серија               | /                           |
| 1998.    | Канал мимо ТВ серија              | Ленка                       |
| 2000.-те |                                   |                             |
| 2000.    | Буђење                            |                             |
| 2001.    | Борац                             |                             |
| 2003.    | Неки нови клинци                  | тетка Роса                  |